# Ewa Bąkowska

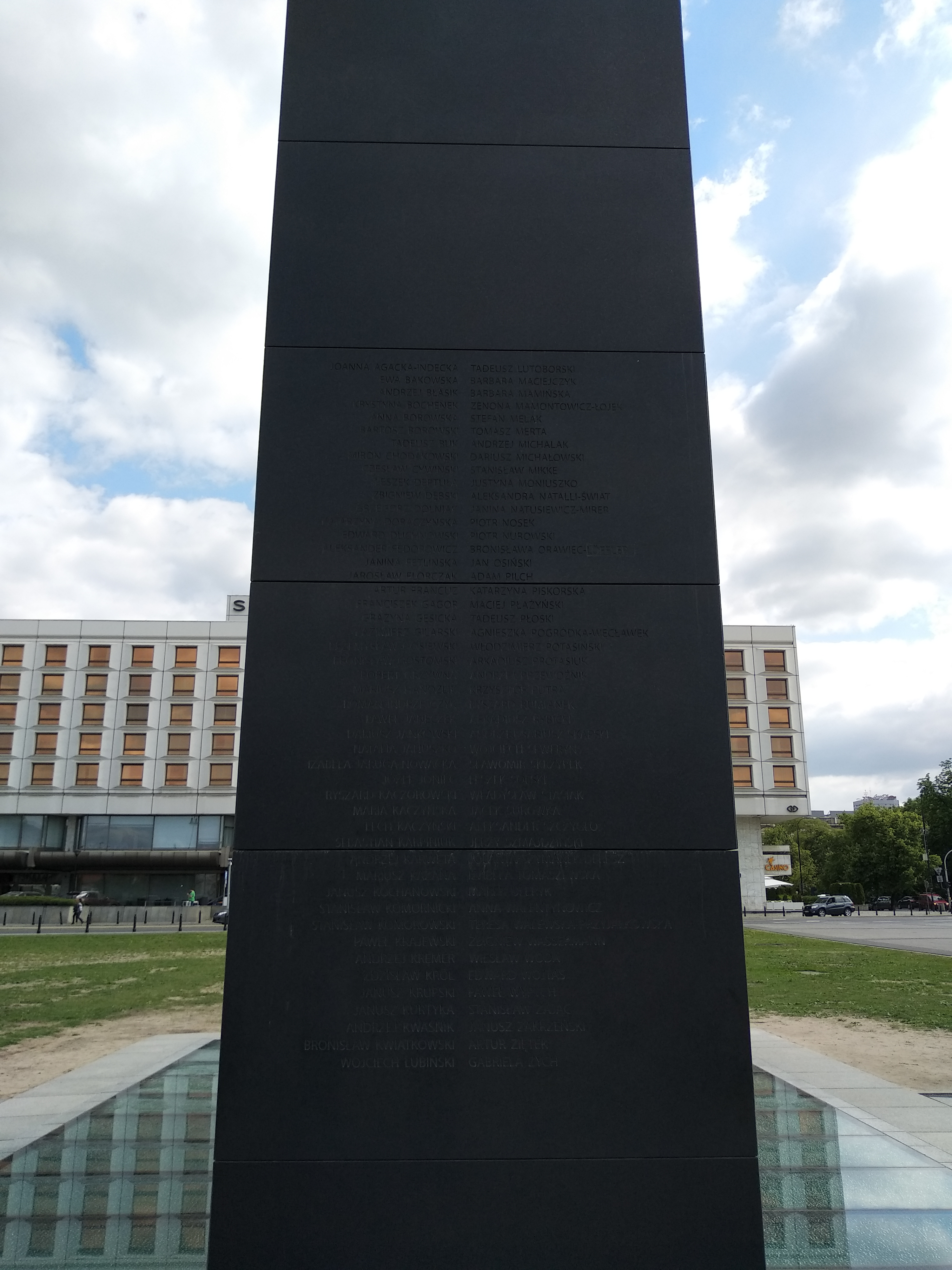
Ewa Bąkowska upamiętniona na Pomniku Ofiar Tragedii Smoleńskiej 2010 roku w Warszawie

Ewa Teresa Bąkowska z domu Smorawińska (ur. 2 sierpnia 1962 w Krakowie, zm. 10 kwietnia 2010 w Smoleńsku) – polska bibliotekarka, harcerka, działaczka Stowarzyszenia Rodzina Ofiar Katynia Polski Południowej w Krakowie.

## Życiorys
Ewa Bąkowska była córką Jerzego Smorawińskiego, architekta (ur. 29 grudnia 1924, zm. 13 lutego 1991), jednego z założycieli stowarzyszenia Rodzina Katyńska, i Janiny Schnayder, farmaceutki (ur. 23 sierpnia 1928, zm. 28 lipca 2016). Jej dziadkami byli: ze strony ojca - zamordowany w Katyniu generał Mieczysław Smorawiński, a od strony matki - profesor filologii klasycznej Jerzy Schnayder. Miała siostry Marię (1956–1981) i Joannę (1954–1998).
Ukończyła Szkołę Podstawową nr 12 im. Wandy Wasilewskiej (obecnie im. Janusza Korczaka) w Krakowie, a następnie IX Liceum Ogólnokształcące im. Zygmunta Wróblewskiego w Krakowie. Działała w harcerstwie („Arkona-12" w Szkole Podstawowej nr 12 w Krakowie i 5 KDH „Wichry”). Od 5 października 2007 była wolontariuszką w Dziele Pomocy św. Ojca Pio w Krakowie.
W latach 1981–1986 studiowała na Uniwersytecie Jagiellońskim bibliotekoznawstwo i informację naukową. Pracę magisterską pt. Obraz kultury romantycznej w albumie Teofila Lenartowicza „Umarli żywi” (rękopis ze zbiorów Biblioteki PAN w Krakowie) napisała pod kierunkiem doc. dr hab. Małgorzaty Stolzmanowej i obroniła 20 czerwca 1986. Od października 1986 do czerwca 1987 pracowała w Pedagogicznej Bibliotece Wojewódzkiej (wówczas mieściła się ona przy ul. Michałowskiego) na stanowisku nauczyciela-bibliotekarza w Wydziale Instrukcyjno-Metodycznym. W lipcu 1987 zaczęła pracować w Bibliotece Jagiellońskiej, w Oddziale Informacji Naukowej (od października 2004 noszącym nazwę Oddział Informacji Naukowej i Katalogów). W październiku 2005 została kierownikiem tego Oddziału. W 1988 zdała egzamin państwowy z języka angielskiego, w czerwcu 1995 ukończyła roczne Studium Podyplomowe Informacji Naukowej na Uniwersytecie Jagiellońskim.
Była działaczką i członkiem zarządu Stowarzyszenia Rodzin Ofiar Katynia Polski Południowej, działała na rzecz ich upamiętnienia, m.in. 9 kwietnia 2010 uczestniczyła w uroczystości nadania imienia gen. Mieczysława Smorawińskiego Technikum nr 2 w Zespole Szkół Ekonomicznych w Kaliszu (ponadto na skwerze Inwalidów Wojennych odsłonięto kamień pamiątkowy i posadzono Dąb Pamięci). 21 kwietnia 2010 miała być gościem wystawy upamiętniającej zbrodnię katyńską zorganizowanej w Lublinie.
Zginęła 10 kwietnia 2010 w katastrofie polskiego samolotu Tu-154M w Smoleńsku, w drodze na obchody 70. rocznicy zbrodni katyńskiej. Ciało Ewy Bąkowskiej przewiezione następnie do Moskwy rozpoznał przedstawiciel rodziny, kuzyn, Stanisław Zagrodzki. 12 kwietnia 2010 władze, pracownicy i studenci Uniwersytetu Jagiellońskiego w Collegium Novum Uniwersytetu Jagiellońskiego przed tablicą katyńską złożyli kwiaty i zapalili znicze, czcząc w ten sposób pamięć dwojga pracowników UJ, którzy zginęli pod Smoleńskiem: Ewy Bąkowskiej i Andrzeja Kremera. Dnia 16 kwietnia 2010 jej ciało zostało sprowadzone do Polski, a następnie po ceremonii państwowej przewiezione, wraz z innymi tragicznie zmarłymi ofiarami katastrofy, w kondukcie żałobnym do hali stołecznego Torwaru. Została pochowana 26 kwietnia 2010 na cmentarzu Salwatorskim w Krakowie, sektor SC13-1-53.
30 kwietnia 2010 w Szkole Podstawowej nr 4 im. gen. Mieczysława Smorawińskiego w Turku odsłonięto poświęconą jej tablicę pamiątkową.
Była zamężna z Dariuszem Bąkowskim od 1986, po ślubie zamieszkiwali przy ulicy Smoleńsk w Krakowie, mieli dwie córki, Monikę i Magdalenę.
8 lutego 2011 w sali wystawowej Biblioteki Jagiellońskiej otwarto wystawę „Ewa Bąkowska, jaką znaliśmy, jakiej nie poznaliśmy...”.

## Odznaczenia
2001- Brązowy Krzyż Zasługi
2008- Srebrny Medal za Długoletnią Służbę
2010- Krzyż Kawalerski Orderu Odrodzenia Polski (pośmiertnie, 16 kwietnia 2010).

## Twórczość
Była autorką publikacji z zakresu bibliotekoznawstwa i informacji naukowej:
- Polish Language Jewish Press in the Holdings of the Jagiellonian Library [W:] Bibliographies of Polish Judaica: International Symposium: Cracow 5th-7th July 1988: (Proceedings) / [ed. Katarzyna Muszyńska]. Cracow: Jagiellonian University. Research Center of Jewish History and Culture in Poland, 1993 (Studia Polono-Judaica. Series Librorum Congressus; 1), s. 111-115
- Inventory of Jewish Press in the Collection of the Jagiellonian Library. [W:] Bibliographies of Polish Judaica: International Symposium: Cracow 5th-7th July 1988: (Proceedings) / [ed. Katarzyna Muszyńska]. Cracow: Jagiellonian University. Research Center of Jewish History and Culture in Poland, 1993 (Studia Polono-Judaica. Series Librorum Congressus; 1), s. 117-181 - 329 poz.
- Biblioteka Narodowa w Bernie: instytucja ze 100-letnią tradycją, Biuletyn Biblioteki Jagiellońskiej, R. 46, 1996, s. 267-275
- Egzemplarz obowiązkowy: przepisy prawne a rzeczywistość, Biuletyn Biblioteki Jagiellońskiej, R. 52, 2002, s. 173-188
- Legal Deposit in Poland: Law and Practice, Slavic & East European Information Resources, vol. 3, no 1, Binghamton 2002, s. 3-19.
- Edward Schnayder: bibliografia prac, Biuletyn Biblioteki Jagiellońskiej, R. 52, 2002, s. 189-219
- Informacja naukowa w zakresie badań nad krajami Europy Środkowo-Wschodniej w Bibliotece Uniwersytetu Illinois w Urbana-Champaign (USA), Biuletyn Biblioteki Jagiellońskiej, R. 53, 2003, s. 205-213
- Zbiory russików w bibliotekach polskich, Biuletyn Biblioteki Jagiellońskiej, R. 53, 2003, s. 227-243
- Russian Resources in Poland, Slavic & East European Information Resources, vol. 6, no. 4, 2005, s. 3-23
- The Jagiellonian Library, Cracow: its history and recent developments, Library Review, vol. 54, no. 3, Glasgow, 2005, s. 155-165
- Polskie bibliografie i informatory w Internecie , spis baz tworzony w Bibliotece Jagiellońskiej , Dokument elektroniczny, Elektroniczny Biuletyn Informacyjny Bibliotekarzy 2005  (dostęp 13.04.2010)
- Uwagi na marginesie IX Krajowego Forum Informacji Naukowej i Technicznej (Zakopane, 25-28 września 2007 r.). Biuletyn Informacyjny Biblioteki Głównej Uniwersytetu Ekonomicznego w Krakowie 2007 nr 1  [15 kwietnia 2010]
- Pride and challenges for information management through the centuries , the online version of the Jagiellonian Library old catalog (up to 1949), Slavic & East European Information Resources, Binghamton 2008, s. 308-325
- Gdzie się chowają mole książkowe? czyli Uniwersytet Dzieci w Bibliotece Jagiellońskiej. Alma Mater, 2008, nr 104/105, s. 114-115, fot.
- Zachwycić biblioteką: warsztaty Uniwersytetu Dzieci w Bibliotece Jagiellońskiej. [W:] Biblioteki, informacja, książka: interdyscyplinarne badania i praktyka w XXI wieku: (w dziesięciolecie śmierci prof. dr hab. Wiesława Bieńkowskiego) / red. naukowy Maria Kocójowa, tłum. Agnieszka Korycińska-Huras i Gabriela Bednarska, red. techniczny Dawid Bittner. Kraków: Instytut INIB UJ, 2010 (ePublikacje Instytutu Informacji Naukowej i Bibliotekoznawstwa UJ; nr 7), s. 308-316
- Opinie czytelników Biblioteki Jagiellońskiej o Komputerowym Katalogu Zbiorów Bibliotek UJ, Biuletyn Biblioteki Jagiellońskiej, R. 59, 2009, s. 155-164

Tworzyła bardzo cenną użytkowo bazę dostępną w sieci Polskie bibliografie i informatory w Internecie, gromadzącą linki do dostępnych on-line różnych bibliografii i informatorów, która podzielona jest na działy: Polska bibliografia narodowa (podstawowe bazy do wyszukiwania książek i artykułów); Polskie czasopisma w Internecie; Bibliografie bibliografii; Bibliografie zawartości poszczególnych czasopism; Bibliografie regionalne; Bibliografie publikacji pracowników instytucji naukowych w Polsce; Bibliografie dziedzinowe; Bazy biograficzno-bibliograficzne; Polskie informatory w Internecie.
Sprawie pamięci o Katyniu poświęciła m.in. następujące teksty:
- Miejsca i ślady pamięci. [W:] Fusiecki, Stanisław: Generał Mieczysław Makary Smorawiński. Warszawa 1994, s. 185-192
- Pokolenia: [wiersz]. [W:] Fusiecki, Stanisław: Generał Mieczysław Makary Smorawiński. Warszawa 1994, s. 108
- Refleksje wnuczki. [W:] Fusiecki, Stanisław: Generał Mieczysław Makary Smorawiński. Warszawa 1994, s. 89-109
- Pamiątki po gen. bryg. Mieczysławie Smorawińskim na Jasnej Górze, Sowiniec: materiały historyczne, 2000, nr 16 (kwiecień), s. 137-140, fot.
- Pielgrzymka do Katynia, Sowiniec: materiały historyczne Centrum Dokumentacji Czynu Niepodległościowego, 2000, nr 17 (grudzień), s. 182-183, fot.
- Pokolenia: [wiersz]. [W:] Katyń w literaturze: międzynarodowa antologia poezji, dramatu i prozy/ oprac. Jerzy R. Krzyżanowski; wstęp Włodzimierz Odojewski. Lublin: Norbertinum, 1995, s. 150
- Pokolenia: [wiersz]. [W:] Katyń w literaturze: międzynarodowa antologia poezji, dramatu i prozy/ oprac. Jerzy R. Krzyżanowski; wstęp Włodzimierz Odojewski. Wyd. 2 popr. i uzup. Lublin: Norbertinum, 2002, s. 203
- Pokolenia: [wiersz]. [W:] Katyń w literaturze: międzynarodowa antologia poezji, dramatu i prozy/ oprac. Jerzy R. Krzyżanowski; wstęp Włodzimierz Odojewski. Wyd. 3 poszerz. Lublin: Norbertinum, 2010, s. 203

Pisała także wiersze (jeden z nich upamiętniających dziadka Mieczysława i ojca Jerzego). Fragment tekstu jednego z nich pt. "Piosenka dla lotnika" ukazał się w:
Barbara Rotter-Stankiewicz, Opowieść o Ewie, Posłaniec Świętego Antoniego z Padwy, R. 15, 2010, nr 4, s. 16.
Komponowała muzykę do wierszy swoich i innych poetów (Krzysztofa Kamila Baczyńskiego, Wojciecha Bąka, Konstantego Ildefonsa Gałczyńskiego, Kazimiery Iłłakowiczówny, Kazimierza Wierzyńskiego, Ryszarda Winiarskiego).